# Poruba pod Vihorlatom
Poruba pod Vihorlatom (allemand : Deutschporub), est un village de Slovaquie situé dans la région de Košice.

## Histoire
Première mention écrite du village en 1418.

## Démographie

### Évolution de la population
| Année:               | 1994. | 2004.   | 2014.   | 2024.   |
| -------------------- | ----- | ------- | ------- | ------- |
| Nombre de personnes: | 626   | 605     | 633     | 594     |
| Différence:          |       | -3,35 % | +4,62 % | -6,16 % |

| Année:               | 2023. | 2024.   |
| -------------------- | ----- | ------- |
| Nombre de personnes: | 589   | 594     |
| Différence:          |       | +0,84 % |

## Politique
| Nom          | Parti politique | Date de l'élection | Fin du mandat |
| ------------ | --------------- | ------------------ | ------------- |
| Juraj Kriška | SMER            | 02.12.2006         | décembre 2010 |